# Dávid Bobál
Dávid Bobál (sinh 31 tháng 8 năm 1995) là một cầu thủ bóng đá Hungary hiện tại thi đấu cho Budapest Honvéd FC. Anh cũng là một phần của U-19 Hungary tại Giải vô địch bóng đá U-19 châu Âu 2014.

## Thống kê câu lạc bộ
| Câu lạc bộ          | Mùa giải | Giải vô địch | Giải vô địch | Cúp  | Cúp | Cúp Liên đoàn | Cúp Liên đoàn | Châu Âu | Châu Âu | Tổng | Tổng |
| Câu lạc bộ          | Mùa giải | Trận         | Bàn          | Trận | Bàn | Trận          | Bàn           | Trận    | Bàn     | Trận | Bàn  |
| ------------------- | -------- | ------------ | ------------ | ---- | --- | ------------- | ------------- | ------- | ------- | ---- | ---- |
| Honvéd II           |          |              |              |      |     |               |               |         |         |      |      |
| 2013–14             | 25       | 4            | –            | –    | –   | –             | –             | –       | 25      | 4    |      |
| 2014–15             | 2        | 0            | –            | –    | –   | –             | –             | –       | 2       | 0    |      |
| 2016–17             | 1        | 0            | –            | –    | –   | –             | –             | –       | 1       | 0    |      |
| Tổng                | 28       | 4            | 0            | 0    | 0   | 0             | 0             | 0       | 28      | 4    |      |
| Sopron              |          |              |              |      |     |               |               |         |         |      |      |
| 2014–15             | 24       | 1            | 0            | 0    | 5   | 1             | –             | –       | 29      | 2    |      |
| Tổng                | 24       | 1            | 0            | 0    | 5   | 1             | 0             | 0       | 29      | 2    |      |
| Honvéd              |          |              |              |      |     |               |               |         |         |      |      |
| 2013–14             | 1        | 0            | 1            | 0    | 2   | 0             | –             | –       | 4       | 0    |      |
| 2015–16             | 31       | 2            | 1            | 0    | –   | –             | –             | –       | 32      | 2    |      |
| 2016–17             | 24       | 2            | 2            | 0    | –   | –             | –             | –       | 26      | 2    |      |
| 2017–18             | 13       | 1            | 0            | 0    | –   | –             | 2             | 0       | 15      | 1    |      |
| Tổng                | 69       | 5            | 4            | 0    | 2   | 0             | 2             | 0       | 77      | 5    |      |
| Tổng cộng sự nghiệp |          | 121          | 10           | 4    | 0   | 7             | 1             | 2       | 0       | 134  | 11   |

Cập nhật theo các trận đấu đã diễn ra tính đến ngày 21 tháng 10 năm 2017.